# Panda (samolot)
Panda – dwumiejscowy samolot ultralekki produkowanym przez Aero-service Jacek Skopiński.

## Konstrukcja
Panda jest ultralekkim, jednosilnikowym, dwumiejscowym wolnonośnym górnopłatem z usterzeniem typu T i stałym, trójkołowym podwoziem. Jest to samolot całkowicie metalowy, o konstrukcji półskorupowej z prostokątnymi skrzydłami, w których znajdują się zbiorniki paliwa.